# Hélène Gisserot
Pour les articles homonymes, voir Gisserot.
Hélène Gisserot (née en 1936) est une haute fonctionnaire et magistrate française.

## Biographie

### Origines et formation
Hélène Gisserot naît Velluz le 11 mai 1936 dans le 13e arrondissement de Paris.
Elle est licenciée en droit, diplômée de l'Institut d'études politiques de Paris (section Service public, promotion 1956) et ancienne élève de l'École nationale d'administration (promotion Alexis-de-Tocqueville, 1960).

### Carrière
Elle fait ses débuts comme auditeur à la Cour des comptes en 1960. Elle devient ensuite avocat général (1979), premier avocat général, puis procureur général près cette cour (1993), étant la 1re femme nommée à ce poste.
En parallèle, elle occupe des fonctions relatives au droit des femmes. De 1974 à 1978, elle préside, sous l'égide de Françoise Giroud, secrétaire d'État chargée de la Condition féminine, le Groupe de travail relatif aux problèmes posés aux couples par les mutations professionnelles dans les secteurs public et privé. En 1986, elle est nommée par Philippe Séguin à la tête de la délégation à la Condition féminine, une « structure hybride, administrative, mais disposant des outils d'un ministère » qu'elle dirige jusqu'en 1988. En 1995, elle prépare la participation de la France à la quatrième conférence mondiale sur les femmes, qui se tient à Pékin.
En juin 1996, elle signe le Manifeste pour la parité, qui paraît dans L'Express et exige « autant de femmes que d’hommes dans les partis, à l’Assemblée et au gouvernement ».
« Catholique engagée », elle est membre du conseil d'administration de la Fondation Notre-Dame.

## Décoration
- Grand officier de la Légion d'honneur elle est élevée à la dignité de Grand officier le 22 avril 2011. Elle a été fait commandeur le  9 octobre 2003[5].